# Austromarxisme
Par austromarxisme, on désigne les idées développées au sein du Parti ouvrier social-démocrate d'Autriche apparu pendant les dernières décennies de l'Empire austro-hongrois. Les théoriciens de l'austromarxisme furent Max Adler, Victor Adler, Otto Bauer, Rudolf Hilferding, Gustav Eckstein, Friedrich Adler et Karl Renner. Sur le plan pratique, l'austro-marxisme n'a pu se développer pendant la Première République d'Autriche (1918-1934) en raison de la montée du nationalisme et de la radicalisation du communisme, et c'est ce qui a fait écrire à  l'un de ses principaux penseurs, Otto Bauer, que « la guerre [1914-1918] et la révolution [de 1917] ont dissout l'école austromarxiste ».

## Description

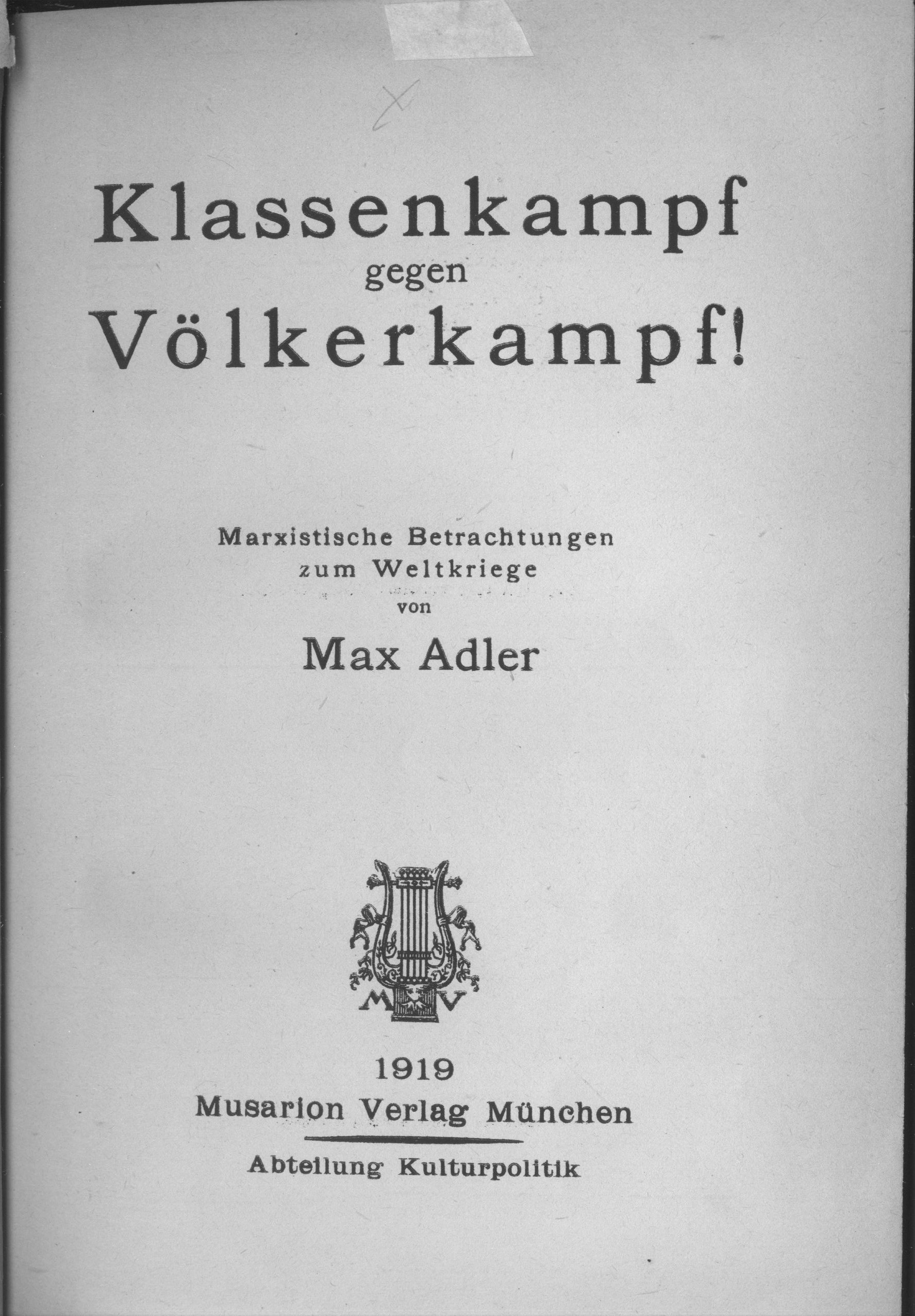
Max Adler, Klassenkampf gegen Völkerkampf! (Lutte des classes contre lutte des peuples), 1919.

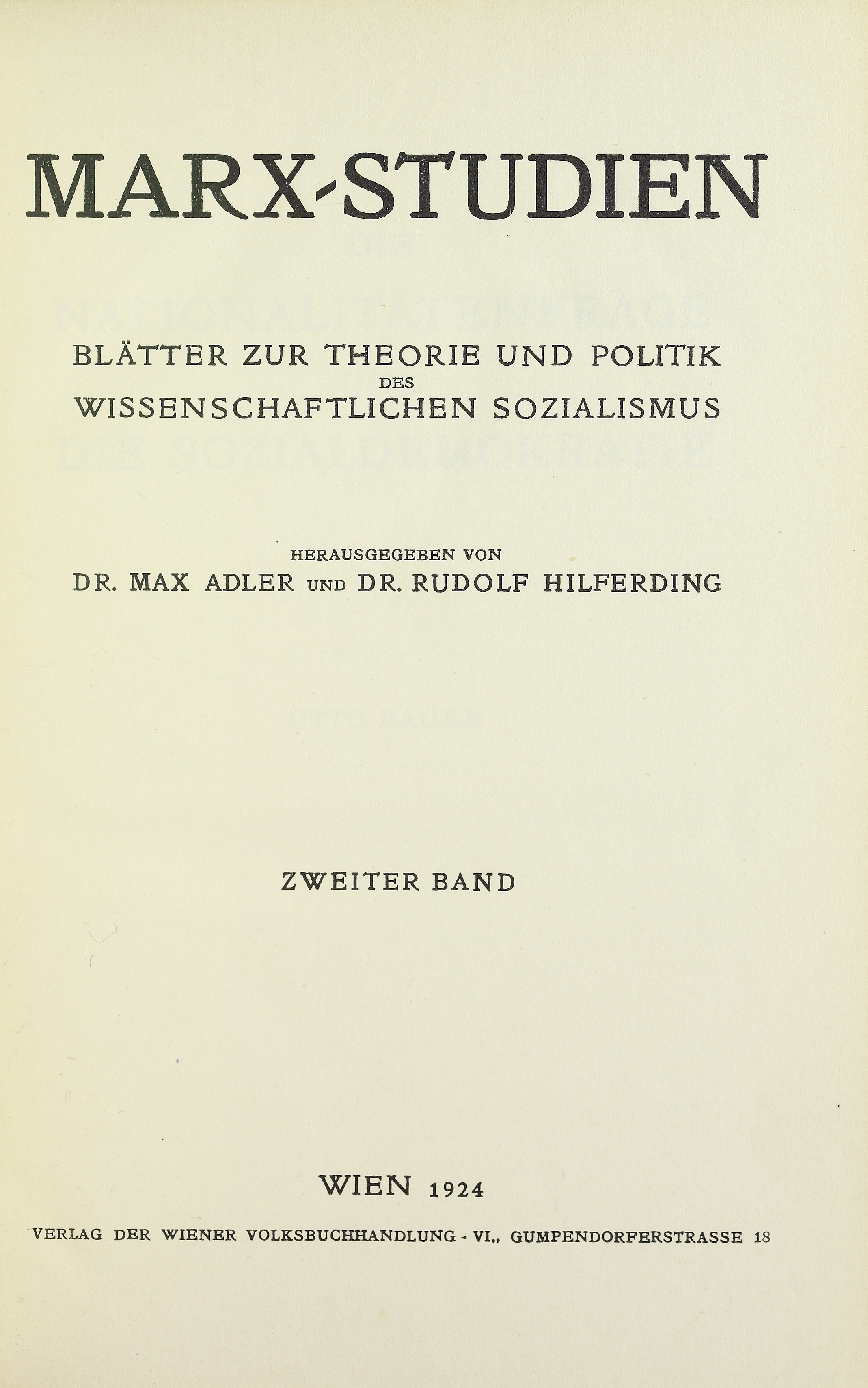
Otto Bauer, Nationalitätenfrage und die Sozialdemokratie (La question des nationalités et la social-démocratie), 1924.

Le groupe austromarxiste s'agrégea à partir de 1904 autour de magazines comme les Blätter zur Theorie und Politik des wissenschaftlichen Sozialismus et les Marx-Studien. Loin de constituer un mouvement homogène, il fut le foyer de penseurs et de politiciens aussi différents que le néo-kantien Max Adler et le marxiste orthodoxe Rudolf Hilferding.
Quand le terme « austromarxiste » est évoqué en français, c'est le plus souvent en référence au principe d'autonomie nationale-culturelle développé par Otto Bauer en 1907 dans La question des nationalités et la social-démocratie (traduit et publié pour la première fois en français 80 ans plus tard par Études et documentation internationales à Paris). Mais d'autres idées austro-marxistes ont aussi été considérées comme intéressantes par les promoteurs du « socialisme à la hongroise » et du « socialisme à visage humain » : Imre Nagy (1956) et Alexander Dubček (1968), tous deux qualifiés de « social-traîtres » par les staliniens fidèles à l’Union soviétique.
Le principe austromarxiste d'autonomie nationale-culturelle (non-territoriale, mais sur toute l'étendue d'un État), en tant que substitut à la dichotomie assimilation-séparatisme (le séparatisme menaçant l’État autrichien, qui ne parvenait pas à assimiler ses populations, à l'exception, peut-être, des Juifs cultivés), a été ultérieurement adopté tant par d'autres partis d'inspiration socialiste, comme le Bund, la Fédération socialiste ouvrière de Salonique, les sionistes de gauche (Hachomer Hatzaïr e.a.) ou encore les partisans d'un État binational en Palestine comme Martin Buber, que par des partis émanant de diverses minorités comme le Folkspartei juif dans l'entre-deux-guerres ou l'Union démocratique des Magyars de Roumanie après 1989. Il aurait également inspiré le système de communautés (francophone et flamande) en Belgique, en particulier dans la Région de Bruxelles-Capitale.